# Communauté de communes Hermitage-Tournonais
La communauté de communes Hermitage-Tournonais est une ancienne structure intercommunale française située dans les départements de l'Ardèche et de la Drôme en région Auvergne-Rhône-Alpes. Elle a été mise en place le 1er janvier 2014. Elle regroupe 25 communes pour une population de 42 874 habitants en 2013. Son siège se trouvait à Mauves.

## Historique
La communauté de communes Hermitage-Tournonais est issue de la fusion intervenue le 1er janvier 2014 de deux communautés de communes. Elle résulte ainsi du regroupement de la communauté de communes Pays de l'Hermitage (13 communes) et de la communauté de communes du Tournonais (13 communes). Elle s'appelle officiellement « Hermitage-Tournonais Communauté de Communes » depuis novembre 2014.
Les projets de schéma départemental de coopération intercommunale (SDCI) de l'Ardèche et de la Drôme, dévoilés en octobre 2015, proposaient le maintien de la structure intercommunale en l'état, aussi bien côté ardéchois que drômois.
Entre-temps, les communes de Mercurol et Veaunes ont fusionné le 1er janvier 2016 pour former la commune nouvelle de Mercurol-Veaunes. Le nombre de communes passe de 26 à 25.
Au 1er janvier 2017, à la suite de l'adoption des deux SDCI fin mars 2016, le périmètre de la communauté de communes Hermitage-Tournonais s'est élargi à la communauté de communes du Pays de l'Herbasse, après dépôt d'un amendement par le président de cette structure intercommunale, et à la Communauté de communes du Pays de Saint-Félicien. La nouvelle structure intercommunale comptant plus de 50 000 habitants, elle est devenue la troisième communauté d'agglomération de l'Ardèche, et se nomme Arche Agglo.

## Territoire communautaire

### Géographie
La communauté de communes est située au bord du Rhône, au nord-est du département de l'Ardèche et au nord-ouest du département de la Drôme.

### Composition
La communauté de communes regroupe les vingt-cinq communes suivantes, : 
| Nom                       | Code Insee | Gentilé           | Superficie (km2) | Population (dernière pop. légale) | Densité (hab./km2) |
| ------------------------- | ---------- | ----------------- | ---------------- | --------------------------------- | ------------------ |
| Mauves (siège)            | 07152      | Malvinois         | 7,05             | 1 192 (2022)                      | 169                |
| Beaumont-Monteux          | 26038      | Beaumontais       | 13,37            | 1 379 (2022)                      | 103                |
| Boucieu-le-Roi            | 07040      | Boucicois         | 8,94             | 247 (2022)                        | 28                 |
| Chanos-Curson             | 26071      | Chanos-Cursonnais | 8,18             | 1 177 (2022)                      | 144                |
| Chantemerle-les-Blés      | 26072      | Chantemerlois     | 15,39            | 1 342 (2022)                      | 87                 |
| Cheminas                  | 07063      |                   | 9,39             | 413 (2022)                        | 44                 |
| Colombier-le-Jeune        | 07068      | Colombinois       | 15,14            | 566 (2022)                        | 37                 |
| Crozes-Hermitage          | 26110      | Crozois           | 5,48             | 653 (2022)                        | 119                |
| Érôme                     | 26119      | Érômains          | 7,33             | 835 (2022)                        | 114                |
| Étables                   | 07086      |                   | 15,7             | 979 (2022)                        | 62                 |
| Gervans                   | 26380      | Gervandois        | 3,28             | 545 (2022)                        | 166                |
| Glun                      | 07097      | Glunois           | 7,56             | 686 (2022)                        | 91                 |
| Larnage                   | 26156      | Larnageois        | 9,08             | 1 029 (2022)                      | 113                |
| Lemps                     | 07140      | Lempsois          | 12,18            | 798 (2022)                        | 66                 |
| Mercurol-Veaunes          | 26179      |                   | 25,01            | 2 828 (2022)                      | 113                |
| Plats                     | 07177      | Platous           | 16,25            | 836 (2022)                        | 51                 |
| Pont-de-l'Isère           | 26250      | Pont d'Isérois    | 10,09            | 3 683 (2022)                      | 365                |
| La Roche-de-Glun          | 26271      | Rochelains        | 12,79            | 3 579 (2022)                      | 280                |
| Saint-Barthélemy-le-Plain | 07217      | Saint-Barthinois  | 19,08            | 859 (2022)                        | 45                 |
| Saint-Jean-de-Muzols      | 07245      | Muzolais          | 10,68            | 2 499 (2022)                      | 234                |
| Sécheras                  | 07312      | Saccaratois       | 7,26             | 517 (2022)                        | 71                 |
| Serves-sur-Rhône          | 26341      | Servois           | 6,49             | 737 (2022)                        | 114                |
| Tain-l'Hermitage          | 26347      | Tainois           | 4,85             | 5 890 (2022)                      | 1 214              |
| Tournon-sur-Rhône         | 07324      | Tournonais        | 21,01            | 11 302 (2022)                     | 538                |
| Vion                      | 07345      | Vionnais          | 6,21             | 932 (2022)                        | 150                |

### Démographie
| 1968   | 1975   | 1982   | 1990   | 1999   | 2008   | 2013   |
| ------ | ------ | ------ | ------ | ------ | ------ | ------ |
| 26 363 | 28 083 | 31 725 | 34 794 | 36 774 | 41 320 | 42 874 |

## Administration

### Siège
Le siège de la communauté de communes est situé à Mauves.

### Les élus
La communauté de communes est gérée par un conseil communautaire composé de 62 membres représentant chacune des communes membres et élus pour une durée de six ans.
À l'issue du renouvellement général des conseils municipaux de 2014, ces membres étaient répartis comme suit :
| Nombre de délégués | Communes de l'Ardèche                                          | Communes de la Drôme                                                                    |
| ------------------ | -------------------------------------------------------------- | --------------------------------------------------------------------------------------- |
| 11                 | Tournon-sur-Rhône                                              |                                                                                         |
| 7                  |                                                                | Tain-l'Hermitage                                                                        |
| 3                  | Saint-Jean-de-Muzols                                           | Mercurol, Pont-de-l'Isère, La Roche-de-Glun                                             |
| 2                  | Étables, Lemps, Mauves, Plats, Saint-Barthélemy-le-Plain, Vion | Beaumont-Monteux, Chanos-Curson, Chantemerle-les-Blés, Érôme, Larnage, Serves-sur-Rhône |
| 1                  | Boucieu-le-Roi, Cheminas, Colombier-le-Jeune, Glun, Sècheras   | Crozes-Hermitage, Gervans, Veaunes                                                      |

### Présidence
Le conseil communautaire du 24 avril 2014 a élu son président, Michel Brunet, et désigné ses onze vice-présidents qui sont :
1. Frédéric Sausset : délégation générale, aménagement du territoire et ressources humaines ;
2. Dominique Genin : action sociale et jeunesse ;
3. Franck Meneroux : développement économique ;
4. Xavier Angeli : finances ;
5. Christiane Ferlay : action sociale, personnes âgées, handicapées et insertion ;
6. Max Osternaud : tourisme ;
7. Patrick Fourchegu : communication ;
8. Hervé Chaboud : environnement, propreté, service public d'assainissement non collectif ;
9. André Arzalier : rivière et agriculture ;
10. Chantal Bouvet : action sociale, petite enfance et enfance ;
11. Michel Cluzel : habitat et logement.

Ils forment ensemble l'exécutif de l'intercommunalité pour le mandat 2014-2020.

### Compétences
L'intercommunalité exerce des compétences qui lui sont déléguées par les communes membres.
Elle est compétente sur :
- le développement économique : construction, aménagement, entretien et gestion de zones d'activité industrielle, commerciale, tertiaire, artisanale, ou touristique, actions de développement économique ;
- l'aménagement de l'espace : schémas de cohérence territoriale et de secteur, création et réalisation de zones d'aménagement concerté organisation des transports urbains ;
- l'environnement et le cadre de vie : assainissement collectif et non collectif, collecte et traitement des déchets ménagers et assimilés ;
- la création, l'aménagement et l'entretien de la voirie ;
- le logement et l'habitat : programme local et opérations programmées d'amélioration de l'habitat, action en faveur des personnes défavorisées par des opérations d'intérêt communautaire ;
- l'action sociale d'intérêt communautaire ;
- la politique sportive, éducative et culturelle ;
- le numérique ;
- les aires d'accueil des gens du voyage.

### Régime fiscal et budget
La communauté de communes applique la fiscalité professionnelle unique.